# Rasmus Højlund
Rasmus Winther Højlund (sinh ngày 4 tháng 2 năm 2003) là một cầu thủ bóng đá chuyên nghiệp người Đan Mạch hiện đang thi đấu ở vị trí tiền đạo cắm cho câu lạc bộ Premier League Manchester United và đội tuyển bóng đá quốc gia Đan Mạch.
Højlund tốt nghiệp học viện bóng đá trẻ của Copenhagen, có trận ra mắt đội một cho câu lạc bộ ở tuổi 17 vào tháng 10 năm 2020. Sau khi ghi năm bàn sau 32 lần ra sân cho Copenhagen, anh gia nhập câu lạc bộ Áo Sturm Graz vào tháng 1 năm 2022, trước khi chuyển đến thi đấu cho Atalanta vào tháng 8 cùng năm.

## Sự nghiệp câu lạc bộ

### Copenhagen
Højlund sinh ra  ở Copenhagen và lớn lên ở Hørsholm, Vùng Thủ đô Copenhagen. Anh bắt đầu chơi bóng đá cho HUI và Brøndby, trước khi gia nhập học viện đào tạo trẻ của Copenhagen. Anh có trận ra mắt chuyên nghiệp cho Copenhagen ở tuổi 17 vào tháng 10 năm 2020.
Trong mùa giải 2021-22, anh có trận ra mắt ở cup châu Âu, đóng góp năm bàn thắng tại UEFA Europa Conference League qua các vòng loại và vòng bảng.

### Sturm Graz
Vào tháng 1 năm 2022, Højlund chuyển tới câu lạc bộ đang thi đấu ở Bundesliga của Áo, SK Sturm Graz, với mức phí được ghi nhận là 1,8 triệu euro. Anh ghi 12 bàn sau 21 trận trên mọi đấu trường trong phần còn lại của mùa giải 2021-22 và đầu mùa giải 2022-23.

### Atalanta
Vào ngày 27 tháng 8 năm 2022, Højlund đã ký hợp đồng với câu lạc bộ Serie A Atalanta B.C. trong một thỏa thuận trị giá 17 triệu euro.
Anh ghi bàn thắng đầu tiên cho Atalanta vào ngày 5 tháng 9 trong chiến thắng 2–0 trước Monza. Dù ban đầu được xác định là chỉ có vai trò dự bị nhưng anh đã nhanh chóng chiếm một vị trí chính trong đội hình do Duván Zapata có phong độ kém và gặp chấn thương. Vào tháng 1 năm 2023, anh tiếp tục có một số màn trình diễn thuyết phục, đáng chú ý là ghi bốn bàn trong bốn trận liên tiếp. Mùa giải đầu tiên thi đấu cho Atalanta, anh đã ghi 9 bán thắng cùng với 2 kiến tạo cho câu lạc bộ.
Ngày 29 tháng 7 năm 2023, truyền thông thể thao Anh và Châu Âu đồng loạt đưa tin Manchester United đạt thỏa thuận chuyển nhượng Rasmus Højlund với Atalanta B.C. với chi phí khoảng 72 triệu bảng Anh, và khẳng định Højlund đã vượt qua kỳ kiểm tra y tế ở Manchester vào ngày 3 tháng 8 năm 2023 và ký vào hợp đồng 5 năm với United, sẵn sàng ra mắt đội bóng mới.

### Manchester United
Ngày 5 tháng 8, Manchester United ra thông báo chính thức chiêu mộ thành công Rasmus Højlund với hợp đồng 5 năm (tới tháng 6 năm 2028), và ra mắt anh trên sân Old Trafford ngay trước trận đầu giao hữu tiền mùa giải. Anh có trận đấu chính thức đầu tiên cho United vào ngày 3 tháng 9 năm 2023 trước Arsenal trên sân vận động Emirates thuộc vòng 4 Ngoại hạng Anh mùa bóng 2023-2024, khi vào sân thay Antony Matheus dos Santos ở phút thứ 67.

#### Mùa giải 2023-2024
Højlund có trận đấu đầu tiên cho United ở Cup Châu Âu vào đêm ngày 20 tháng 9 năm 2023 trước FC Bayern München trên sân khách, và có bàn thắng đầu tiên cho United ở phút thứ 49 của trận đấu, rút ngắn tỉ số xuống 2-1 (United thua chung cuộc 4-3). Ở trận đấu thứ hai của United tại Champions League mùa bóng này trước Galatasaray S.K. trên sân Old Trafford đêm ngày 3 tháng 10 năm 2023, Højlund tiếp tục lập cú đúp cho United và được bình chọn là cầu thủ xuất sắc nhất của trận đấu dù United thua chung cuộc 2-3. Đêm ngày 8 tháng 10 năm 2023, anh tiếp tục lập một cú đúp cho United trên sân Copenhagen FC trong trận đấu vòng bảng Champions League (nhưng United thua chung cuộc 4-3), và trở thành cầu thủ United nhanh nhất đạt cột mốc 5 bàn thắng tại đấu trường này.
Anh có bàn thắng đầu tiên tại Ngoại hạng Anh vào đêm ngày 26 tháng 12 năm 2023, khi ghi bàn thắng quyết định giúp United thắng 3-2 trước Aston Villa F.C. trên sân Old Trafford ở vòng đấu thứ 19. Đêm ngày 1 tháng 2 năm 2024, anh tiếp tục đóng góp bàn thắng cho United ở đấu trường Ngoại hạng khi ghi một bàn thắng và đóng góp một kiến tạo trong trận thắng 4-3 trước Wolverhampton Wanderers F.C. và nhận giải thưởng Cầu thủ Xuất sắc nhất trận đấu từ Ban Tổ chức. Ngày 4 tháng 2 năm 2024, trong ngày sinh nhật 21 tuổi, Højlund có bàn thắng thứ 10 trong mùa giải khi ghi bàn thắng mở tỉ số trong trận thắng 3-0 trước West Ham United F.C. trên sân Old Trafford, và trở thành cầu thủ trẻ nhất của United ghi 4 bàn thắng liên tục trong 4 trận đấu ở Ngoại hạng Anh. Một tuần sau đó (ngày 11/2/2024), Højlund ghi bàn mở tỉ số trong trận thắng Aston Villa F.C. 2-1 trên sân Villa Park, và qua đó trở thành cầu thủ trẻ thứ hai trong lịch sử Ngoại hạng Anh ghi bàn trong 5 trận đấu liên tục (xếp sau Nicolas Anelka).
Ngày 18 tháng 2 năm 2024, Højlund ghi hai bàn thắng trong chiến thắng 2-1 trước Luton Town F.C. trên sân Kenilworth Road và lập kỷ lục là cầu thủ trẻ nhất trong lịch sử Ngoại hạng Anh ghi bàn thắng trong 6 trận đấu liên tiếp ở Ngoại hạng Anh (21 tuổi 14 ngày), phá kỷ lục trước đó của Joe Willock lập được ở 21 tuổi 272 ngày. Bàn thắng ở mở tỉ số của Højlund được ghi ở giây thứ 37 sau khi trận đấu khai cuộc, và là bàn thắng nhanh nhất được ghi bởi một cầu thủ United ở các trận đấu sân khách ở Ngoại hạng Anh. Với phong độ xuất sắc trong tháng 2, anh đã được bình chọn là cầu thủ xuất sắc nhất tháng 2 của Manchester United, và Ngoại hạng Anh.

#### Mùa giải 2024-2025
Højlund trở lại United sau Euro 2024 không thành công và tham gia vào chuyến du đấu tiền mùa giải của United tại Mỹ, ghi bàn trong trận đấu giao hữu với Arsenal và gặp chấn thương ngay sau khi ghi bàn, buộc anh vắng mặt những trận đấu đầu mùa giải của United. Anh lần đầu trở lại đội hình United và ngay lập tức ghi bàn trong trận hòa 3-3 của United trên sân F.C. Porto tại UEFA Europa League ngày 3 tháng 10 năm 2024.
Højlund lần đầu tiên có mặt trong đội hình xuất phát ở Ngoại hạng Anh trong mùa giải và ghi bàn giúp United thắng 2-1 trước Brentford F.C. trong trận đấu thuộc vòng đấu thứ 8, ngày 19 tháng 10 năm 2024. Đây cũng là bàn thắng đầu tiên của Højlund ở Ngoại hạng Anh trong mùa bóng.
Ngày 12 tháng 12 năm 2024, Højlund ghi một cú đúp sau khi vào sân từ băng ghế dự bị để giúp United lội ngược dòng chiến thắng 2–1 trước Victoria Plzen, và trở thành một trong ba cầu thủ Manchester United cột mốc 9 bàn thắng ở đấu trường châu Âu khi dưới 21 tuổi, cùng với Wayne Rooney và Marcus Rashford.
Ngày 16 tháng 3 năm 2025, Hojlund ghi bàn mở tỷ số trong trận thắng 3–0 trước Leicester City trên sân khách, qua đó anh chấm dứt chuỗi 21 trận không bàn thắng.

## Sự nghiệp quốc tế
Rasmus Højlund lần đầu được gọi vào Đội tuyển bóng đá quốc gia Đan Mạch vào tháng 9 năm 2022, chuẩn bị cho trận đấu với Croatia và Pháp. Anh có trận đấu chính thức đầu tiên cho đội tuyển quốc gia ngày 23 tháng 3 năm 2023 trước Phần Lan trong khuôn khổ vòng loại Europe 2024, và ngay lập tức lập hat-trick trong thắng lợi 3-1 của đội nhà. Anh tiếp tục ghi 3 bàn thắng cho Đan Mạch trong 2 trận đấu tiếp theo trước Kazakhstan và Slovenia trong khuôn khổ vòng loại Europe 2024.

## Đời tư
Rasmus Højlund sinh ra trong một gia đình có 3 anh em trai (Ramus và hai người em sinh đôi Emil và Oscar - cả hai đều đang là những cầu thủ bóng đá thi đấu cho F.C. Copenhagen). Rasmus có mẹ là Kirsten Winther và cha là Anders Højlund, từng là một cầu thủ bóng đá đã nghỉ hưu, từng là đội trưởng của một câu lạc bộ thi đấu ở giải hạng 2 Đan Mạch. Anders Højlund thường khuyến khích các con mình tập thể thao và bên cạnh niềm say mê bóng đá, Rasmus còn tỏ ra rất xuất sắc ở bộ môn bơi lội và quần vợt. Anders từng được huấn luyện viên bơi lội của thành phố gọi đến thuyết phục ông cho cậu con trai Rasmus theo tập sự nghiệp bơi lội chuyên nghiệp, nhưng kể từ khi 9 tuổi, Rasmus đã hoàn toàn tập trung vào việc theo học để trở thành một cầu thủ bóng đá chuyên nghiệp.

## Thống kê sự nghiệp

### Câu lạc bộ
Tính đến 19 tháng 10 năm 2024
| Câu lạc bộ        | Mùa bóng       | Giải vô địch quốc gia | Giải vô địch quốc gia | Giải vô địch quốc gia | Cúp quốc gia | Cúp quốc gia | Cúp EFL | Cúp EFL | Cúp Châu Âu | Cúp Châu Âu | Tổng | Tổng |
| Câu lạc bộ        | Mùa bóng       | Giải đấu              | Trận                  | Bàn                   | Trận         | Bàn          | Trận    | Bàn     | Trận        | Bàn         | Trận | Bàn  |
| ----------------- | -------------- | --------------------- | --------------------- | --------------------- | ------------ | ------------ | ------- | ------- | ----------- | ----------- | ---- | ---- |
| Copenhagen        | 2020–21        | Danish Superliga      | 4                     | 0                     | 1            | 0            | —       | —       | 0           | 0           | 5    | 0    |
| Copenhagen        | 2021–22        | Danish Superliga      | 15                    | 0                     | 1            | 0            | —       | —       | 11          | 5           | 27   | 5    |
| Copenhagen        | Tổng           | Tổng                  | 19                    | 0                     | 2            | 0            | —       | —       | 11          | 5           | 32   | 5    |
| Sturm Graz        | 2021–22        | Austrian Bundesliga   | 13                    | 6                     | 0            | 0            | —       | —       | 0           | 0           | 13   | 6    |
| Sturm Graz        | 2022–23        | Austrian Bundesliga   | 5                     | 3                     | 1            | 2            | —       | —       | 2           | 1           | 8    | 6    |
| Sturm Graz        | Tổng           | Tổng                  | 18                    | 9                     | 1            | 2            | —       | —       | 2           | 1           | 21   | 12   |
| Atalanta          | 2022–23        | Serie A               | 32                    | 9                     | 2            | 1            | —       | —       | —           | —           | 34   | 10   |
| Manchester United | 2023–24        | Premier League        | 30                    | 10                    | 5            | 1            | 2       | 0       | 6           | 5           | 43   | 16   |
| Manchester United | 2024–25        | Premier League        | 4                     | 1                     | 0            | 0            | 0       | 0       | 2           | 1           | 6    | 2    |
| Manchester United | Tổng           | Tổng                  | 34                    | 11                    | 5            | 1            | 2       | 0       | 8           | 6           | 49   | 18   |
| Toàn sự nghiệp    | Toàn sự nghiệp | Toàn sự nghiệp        | 103                   | 29                    | 10           | 4            | 2       | 0       | 21          | 12          | 136  | 45   |

1. ↑  Includes Danish Cup, Austrian Cup, Coppa Italia, FA Cup
2. ↑  Includes EFL Cup
3. ↑  Appearances in UEFA Europa Conference League
4. 1 2  Appearances in UEFA Champions League
5. ↑  Appearances in UEFA Europa League

### Thi đấu quốc tế
Tính đến 29 tháng 6 năm 2024
| Đội tuyển quốc gia | Năm       | Trận | Bàn |
| ------------------ | --------- | ---- | --- |
| Đan Mạch           | 2022      | 2    | 0   |
| Đan Mạch           | 2023      | 8    | 7   |
| Đan Mạch           | 2024      | 8    | 0   |
| Tổng cộng          | Tổng cộng | 18   | 7   |

Bàn thắng và kết quả của Đan Mạch được để trước.
| # | Ngày                 | Địa điểm                                        | Số trận | Đối thủ    | Bàn thắng | Kết quả | Giải đấu                 |
| - | -------------------- | ----------------------------------------------- | ------- | ---------- | --------- | ------- | ------------------------ |
| 1 | 23 tháng 3 năm 2023  | Sân vận động Parken, Copenhagen, Đan Mạch       | 3       | Phần Lan   | 1–0       | 3–1     | Vòng loại UEFA Euro 2024 |
| 2 | 23 tháng 3 năm 2023  | Sân vận động Parken, Copenhagen, Đan Mạch       | 3       | Phần Lan   | 2–1       | 3–1     | Vòng loại UEFA Euro 2024 |
| 3 | 23 tháng 3 năm 2023  | Sân vận động Parken, Copenhagen, Đan Mạch       | 3       | Phần Lan   | 3–1       | 3–1     | Vòng loại UEFA Euro 2024 |
| 4 | 26 tháng 3 năm 2023  | Astana Arena, Astana, Kazakhstan                | 4       | Kazakhstan | 1–0       | 2–3     | Vòng loại UEFA Euro 2024 |
| 5 | 26 tháng 3 năm 2023  | Astana Arena, Astana, Kazakhstan                | 4       | Kazakhstan | 2–0       | 2–3     | Vòng loại UEFA Euro 2024 |
| 6 | 19 tháng 6 năm 2023  | Sân vận động Stožice, Ljubljana, Slovenia       | 6       | Slovenia   | 1–1       | 1–1     | Vòng loại UEFA Euro 2024 |
| 7 | 17 tháng 10 năm 2023 | Sân vận động San Marino, Serravalle, San Marino | 10      | San Marino | 1–0       | 2–1     | Vòng loại UEFA Euro 2024 |

## Danh hiệu
Copenhagen
- Danish Superliga: 2021–22[38]

Manchester United
- FA Cup: 2023–24[39]

Cá nhân
- Tài năng Đan Mạch của năm: 2023[40]
- IFFHS Men's World Youth (U20) Team: 2023[41]
- Cầu thủ Ngoại hạng Anh xuất sắc nhất tháng: Tháng 2 năm 2024[42]